# Stella subnana
Alle stelle subnane (o sottonane) è assegnata la classe di luminosità VI nella classificazione di Yerkes. Si definisce sottonana una stella che abbia una luminosità da 1,5 a 2 magnitudini minore delle stelle di sequenza principale dello stesso tipo spettrale. Nel diagramma Hertzsprung-Russell le sottonane si dispongono al di sotto della sequenza principale.
Il termine "sottonana" è stato coniato nel 1939 da Gerard Peter Kuiper, che si riferiva ad una serie di stelle che mostravano delle anomalie spettrali e che erano precedentemente definite come "nane bianche intermedie".

## Subnane fredde
Come le classiche stelle di sequenza principale, le sottonane fredde (di classe spettrale da G ad M) producono la propria energia dalla fusione nucleare dell'idrogeno in elio. La spiegazione della loro così bassa luminosità risiede nella loro altrettanto bassa metallicità: tali stelle sono povere di elementi più pesanti dell'elio. Situate spesso nell'alone della Via Lattea, si muovono attorno al nucleo con velocità superiori a quelle del Sole. Emettono anche una consistente quantità di radiazione ultravioletta, maggiore delle stelle di popolazione I della medesima classe spettrale; un simile eccesso di emissione ultravioletta è il risultato della loro scarsa metallicità, che consente ad una porzione maggiore di ultravioletti di evitare di essere assorbita dagli elementi pesanti. Così l'opacità relativamente bassa dei loro strati esterni fa diminuire la pressione di radiazione; il risultato è una stella più piccola e calda per una data massa.

## Subnane calde
Le sottonane calde, di classe spettrale B ed O, dette anche "stelle estreme del ramo orizzontale", sono una categoria di oggetti completamente diversi dalle sottonane fredde. Tali oggetti rappresentano un particolare stadio evolutivo di alcune stelle; si formano quando una gigante rossa, giunta alle ultime fasi della propria esistenza, perde i propri strati esterni, costituiti da idrogeno, prima che il nucleo inizi a fondere l'elio in carbonio e ossigeno. La ragione di questa prematura perdita di massa è ancora sconosciuta, ma si ritiene che le interazioni gravitazionali tra le stelle binarie siano uno dei principali meccanismi. Le singole sottonane possono essere il risultato della fusione di due nane bianche. Le sottonane di classe B, più luminose delle nane bianche, costituiscono una componente significativa dei vecchi ammassi stellari, come gli ammassi globulari e le galassie ellittiche.

## Subnane degne di nota
- Stella di Kapteyn
- Groombridge 1830
- 2MASS J05325346+8246465, una possibile nana bruna dell'alone galattico e la prima sottonana substellare.[5]
- SSSPM J1549-3544